# 175 a.C.

## Eventos
- Marco Emílio Lépido, pela segunda vez, Públio Múcio Cévola, cônsules romanos.
- Continua guerra dos romanos na Ligúria, parte da Gália Cisalpina.
- Antíoco IV Epifânio, da dinastia selêucida, inicia seu reinado na Síria